# Walheim (Luisburgo)
Walheim es un municipio alemán perteneciente al distrito de Ludwigsburg de Baden-Wurtemberg.
A 31 de diciembre de 2015 tiene 3129 habitantes.
Se conoce su existencia desde 1071 y a lo largo de la Edad Media cambió de propietarios continuamente. Perteneció a varios monasterios hasta que en el siglo XIII se incorporó al Margraviato de Baden. En 1463 pasó al Palatinado, en 1504 al duque Ulrico de Wurtemberg, en 1520 a Austria, en 1529 de nuevo a Baden y en 1596 de nuevo a Wurtemberg. En la Guerra de los Treinta Años la localidad fue quemada por los suecos.
Se ubica a orillas del río Neckar junto a la carretera B27, a medio camino entre Ludwigsburg y Heilbronn.